# Mekinje
Mekinje – wieś w Słowenii, w gminie Kamnik. W 2018 roku liczyła 1660 mieszkańców.